# アメリゴ・マリーノ
アメリゴ・マリーノ（Amerigo Marino, 1925年8月1日 - 1988年4月15日）は、アメリカの作曲家、ヴァイオリン奏者、指揮者。
- リチャード・マリーノ
- リッキー・マリーノ
- リッキー・ヒートン
- リック・ヒートン

リチャード・マリーノ(Richard Marino)やリッキー・ヒートン(Rickey Heaton)、リック・ヒートン(Rick Heaton)などの変名がある。

## 人物・来歴
シカゴの出身。6歳からヴァイオリンを始める。12歳からヴァイオリニストとして演奏活動を始め、14歳のときにはオハイオ州でオーケストラの指揮者として舞台に立つようになった。その後はロサンジェルス・フィルハーモニー管弦楽団やハリウッド・ボウルで団員としてヴァイオリンを弾き、CBS放送で指揮者兼作曲家を務めてフランク・シナトラやジュディ・ガーランド等とも共演している。1956年から1963年までグレンデール交響楽団の音楽監督を務め、1963年にはフォード財団主催の若手指揮者プロジェクトの一人に選出された。1964年から1982年までアラバマ交響楽団の音楽監督を歴任。その任期中に米国作曲家作詞家出版者協会からASCAP賞を1972年と1977年の二度に渡り受賞し、1982年にはザ・ベル・システム・シルバー・バトン賞を贈られている。
ナッシュビルにて死去。